# Galeru
Az ausztrál őslakos mitológiában, Galeru (vagy Galaru) egy szivárványkígyó, amelyik lenyelte a Djanggawul testvéreket. Galeru a Földön az élet folyamatosságát szimbolizálja.

## Lásd még
- Wagyl

## Fordítás
- Ez a szócikk részben vagy egészben  a   Galeru című angol Wikipédia-szócikk ezen változatának fordításán alapul.  Az eredeti cikk szerkesztőit annak laptörténete sorolja fel. Ez a jelzés csupán a megfogalmazás eredetét és a szerzői jogokat jelzi, nem szolgál a cikkben szereplő információk forrásmegjelöléseként.